# Sidymella
Sidymella là một chi nhện trong họ Thomisidae.